# Xochiquetzal
Xochiquetzal (parfois appelée Xochiquetzalli, dont le nom signifie « belle-fleur », « fleur-plume » ou « fleur et riche plume »[réf. nécessaire] en nahuatl) est, dans la mythologie aztèque, la déesse de l'amour et de la beauté, elle est la représentation des fleurs, de la fertilité, des jeux, de la danse. Cette divinité était suivie par un cortège composé de papillons et d'oiseaux. Elle est aussi la protectrice des artisans, des prostituées et des femmes enceintes.
Selon Diego Muñoz Camargo, elle habitait «surtout dans les airs et au-dessus des neuf cieux». C'est une déesse duelle, c'est-à-dire aussi bien lunaire que solaire. Son caractère lunaire s'identifie dans le codex Borgia, où parfois elle est l'égale de Tlazolteotl. Son caractère solaire se voit dans sa représentation avec un papillon et son habillement le yacapapálotl ou teocuitlayacapapálotl.

## Représentation
On la reconnaît le plus facilement grâce à un attribut caractéristique : une coiffure formée d'une tête de quetzal et de deux panaches de plumes.

## Mythologie

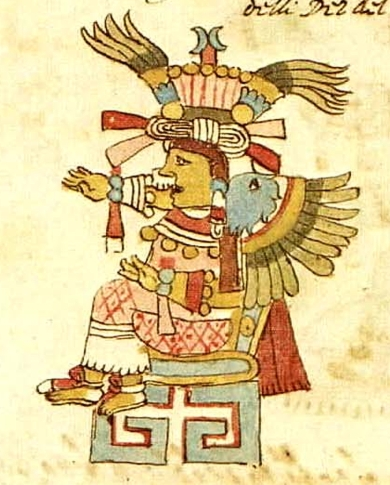
Déesse Xochiquetzal de la beauté, de la fertilité, de l'amour et des jeunes femmes

Selon le Codex Vaticanus A, les dieux créateurs Ometecuhtli et Omecihuatl créèrent dans l'Omeyocan le premier homme et la première femme qu'ils  appelèrent Oxomoco et Cipactonal. Selon l'Historia de los Mexicanos por sus pinturas, ce sont deux des quatre dieux primordiaux, Quetzalcóatl et Huitzilopochtli, qui, six cents ans après leur propre naissance, créèrent le couple primordial qui eut un fils appelé Piltzintecuhtli. Comme ce dernier n'avait pas de femme avec qui se marier, les dieux lui créèrent alors, à l'aide des cheveux de la déesse Xochiquetzal, une compagne,, ou Xochiquetzalli. Assez curieusement, comme le fait remarquer Michel Graulich, à ce stade du récit de la création selon l'Historia de los Mexicanos, le nom de la déesse Xochiquetzal n'avait pas encore été mentionné. Vingt-trois ans après le déluge, la femme de Piltzintecuhtli, qui s'appelait Xochiquetzal comme la déesse, mourut à la guerre.